# Collegium prof. Józefa Chmiela w Poznaniu
Collegium prof. Józefa Chmiela w Poznaniu – jeden z budynków Uniwersytetu Medycznego w Poznaniu, zlokalizowany przy ul. Święcickiego 4, pomiędzy Collegium Chemicum, Collegium Anatomicum i terenami Międzynarodowych Targów Poznańskich na Grunwaldzie (Osiedle Św. Łazarz).
Collegium mieści:
- Katedrę Biochemii Farmaceutycznej i Zakład Biochemii,
- Katedrę i Zakład Genetyki i Mikrobiologii Farmaceutycznej,
- Katedrę i Zakład Farmakognozji[1].

18 czerwca 2013 odsłonięto na gmachu tablicę pamiątkową w 130. rocznicę skroplenia tlenu. Tablica upamiętnia autorów tego dzieła - Zygmunta Wróblewskiego i Karola Olszewskiego. Pomysłodawcą uczczenia uczonych było Stowarzyszenie im. Śniadeckiego, Olszewskiego i Wróblewskiego z Poznania.
Patronem obiektu jest Józef Chmiel (1924-1984), lekarz, biochemik, nauczyciel akademicki, organizator diagnostyki laboratoryjnej.